# Obituario de Knut Hamsun a Adolf Hitler
En 1945, a la edad de 86, el premio Nobel de Literatura y novelista noruego Knut Hamsun escribió una necrología de Adolf Hitler en el periódico Aftenposten. La elegía de Hamsun a Hitler sirvió como artículo del periódico colaboracionista en ocasión de la muerte de Hitler.
La necrología vino a ser su pieza escrita más controvertida y problemática para el público.

## El obituario
El breve obituario lee asÍ:

Hitler era un guerrero, un guerrero para el género humano y un predicador del evangelio de justicia para todas las naciones. Él fue una personalidad reformadora del orden más alto, y su destino histórico fue que operó en un tiempo de brutalidad sin ejemplo ni rival, el cual al final le derribó.
Así pues, que mire cada europeo occidental ordinario a Adolf Hitler. Y nosotros, sus seguidores cercanos, inclinamos nuestras cabezas a su muerte.

Knut Hamsun

## Publicación y recepción
El obituario fue publicado en la noche del 7 de mayo de 1945, una semana tras la muerte de Hitler.
El obituario es a menudo mencionado como un punto de cambio en la expresión de Hamsun de sus propias ideas políticas, lo que afectó gravemente al nervio completo de su obra. Escritos tales como éste, levantaron curiosidad y algo de importancia debido al hecho de que el alabado novelista no había publicado ninguna obra de ficción desde El anillo está cerrado en 1936. El biógrafo Ingar Sletten Kolloen se ha referido al obituario como uno de los "cuatro pecados capitales" llevados a cabo por Hamsun, y el cual llegó a erosionar su posición en la sociedad noruega de la posguerra. Por otro lado, Jørgen Haugan de la Universidad de Copenhague ha hecho público su lamento de que los delitos de Hamsun, entre otros este mismo obituario, no hubieran eclipsado u opacado sus cualidades literarias en el grado que consideraría como 'suficiente'.
Por Hamsun mismo, el obituario y otras afirmaciones y escritos llevaron a su arresto inmediatamente acabada la guerra. Sin embargo, los cargos contra él se vieron suavizados gracias a que el profesor Gabriel Langfeldt y el físico Ørnulv Ødegård dijeron que tenía "habilidades mentales permanentamente dañadas". En 1949, a la edad de 90, Hamsun emitió una cuenta biográfica de su vida, incluyendo una discusión sobre la ocupación de Noruega, en el libro Paa gjengrodde Stier. Murió en 1952.[4]